# Wysokie Mazowieckie
Wysokie Mazowieckie este un oraș în Polonia.